# Planum Australe
Planum Australe (la « plaine du Sud » en latin) est la plaine polaire au sud de Mars. Elle s'étend vers le sud d'environ 75° S et est centrée à 83,9° S, 160,0° E.
La géologie de cette région aurait dû être étudiée par la mission de la NASA Mars Polar Lander de 1999, mais la sonde perd le contact avec la Terre à son entrée dans l'atmosphère martienne.
En juillet 2018, un lac subglaciaire est découvert par le radar MARSIS de la sonde Mars Express, 1,5 km sous la calotte polaire australe et s'étendant latéralement sur environ 20 km. C'est le premier volume d'eau permanente identifié sur la planète,,,.

## Caractéristiques
Planum Australe est disséqué par les canyons Promethei Chasma, Ultimum Chasma (ca), Australe Chasma et Australe Sulci (it). Le plus grand cratère d'impact est McMurdo (en). On distingue deux sous-régions, Australe Lingula (it) et Promethei Lingula (it).

### Calotte polaire
Planum Australe est partiellement recouvert d'une calotte polaire permanente, composée d'eau et de dioxyde de carbone gelés d'environ 3 km d'épaisseur. Une calotte glaciaire saisonnière se forme au-dessus de la calotte permanente pendant l'hiver martien, s'étendant de 60° S vers le sud. Au plus fort de l'hiver elle est épaisse d'environ 1 m.

### Geysers
Le givrage et le dégivrage saisonniers de la calotte glaciaire sud entraînent la formation de canaux radiaux en forme d'araignée, creusés dans la glace d'un mètre d'épaisseur par la lumière du soleil. Le dioxyde de carbone sublimé (et probablement l'eau) augmente la pression dans leur intérieur, produisant des éruptions semblables à des geysers de fluides froids, souvent mélangés à du sable ou de la boue basaltique sombre,. Ce processus est rapide : il se produit en quelques jours, semaines ou mois.